# 鹿児島空港南バスストップ
鹿児島空港南バスストップ（かごしまくうこうみなみバスストップ）とは、鹿児島県霧島市溝辺町麓の九州自動車道上にあるバス停留所である。
文字どおり鹿児島空港から至近の場所にあり（徒歩約10分）、鹿児島空港とのアクセスを考慮した位置に設けられている。鹿児島市内発着の高速バス路線が停車するが、鹿児島市内方面への利用は出来ず（鹿児島市内発の乗車、鹿児島市内行きの降車のみ扱い）、鹿児島市内とのアクセスは考慮されていない。
なお、一部の高速バスはそのまま鹿児島空港ターミナル前まで乗り入れる路線もある。

## 歴史
- 1980年3月22日 九州自動車道栗野IC - 溝辺鹿児島空港IC間開通に伴い供用開始。

## 周辺
- 鹿児島空港（徒歩約10分）
- 霧島市立陵南中学校

## 停車する路線
停車する全路線が上り線側方面のみ乗車可能で、下り線側からは降車のみ可能（乗車は不可）。
| 路線愛称 | 運行会社                                                     | 上り線側方面                         |
| -------- | ------------------------------------------------------------ | ------------------------------------ |
| 桜島号   | 西日本鉄道 鹿児島交通 鹿児島交通観光バス 南国交通 JR九州バス | 高速基山・福岡（天神高速BT・博多BT） |
| 南九号   | 南九州観光バス                                               | 福岡（キャナルシティ博多）           |

かつては名古屋行き「錦江湾号」、京都行き「南洲号」、北九州行き「隼人号」、神戸・尼崎行き「トワイライト神戸号」、大阪行き「さつま号」、大分行き「トロピカル号」、広島行き「鹿児島ドリーム広島号」、宮崎行き「はまゆう号」などが停車していたが、いずれも路線が廃止されている。また、福岡行き「桜島号」の夜行便も停車していたが、こちらも廃止されており、現在夜行便の発着はない。
また、鹿児島と熊本を結ぶ「きりしま号」も2004年3月の休止前は当停留所に停車していたが、2008年10月の運行再開後は当停留所は通過し直接鹿児島空港に乗り入れている。なお、福岡線「桜島号」においても一部の便は直接鹿児島空港へ乗り入れる。

## 隣
E3 九州自動車道
(23)横川IC - 溝辺PA - 鹿児島空港南BS - (24)溝辺鹿児島空港IC